# Piroscsőrű hokkó
A piroscsőrű hokkó vagy atlanti hokkó (Crax blumenbachii) a madarak osztályának tyúkalakúak (Galliformes) rendjébe és a hokkófélék (Cracidae) családjába tartozó faj.

## Elterjedése
Brazília keleti részén honos, az Atlanti-parti Esőerdő Rezervátumban is megtalálható. A természetes élőhelye szubtrópusi vagy trópusi éghajlati övben található síkvidéki esőerdők, mocsári erdők, valamint erősen leromlott egykori erdők.

## Megjelenése
Testhossza elérheti a 84 centimétert. A hím tollazata fényes. Farka fekete. A tojó tollazata vörösesbarna fahéjszínű. A csőrét körül vevő bőr piros.

## Életmódja
Gyümölcsöket, magvakat és rovarokat fogyaszt. Maximális élettartama fogságban 20 év.

## Természetvédelmi állapota
Kevesebb, mint 250 egyede él a szabadban. A madár megmentéséért 13 állatkert dolgozik a Chesteri állatkert, Weltvogelpark Walsrode, Cracid szaporító központ, Zutendaali állatkert, Blijdorpi állatkert, Rotterdami állatkert. Az IUCN vörös listáján a végveszélyben lévő kategóriában szerepel

## Fordítás
- Ez a szócikk részben vagy egészben  a   Rotschnabelhokko című német Wikipédia-szócikk fordításán alapul.  Az eredeti cikk szerkesztőit annak laptörténete sorolja fel. Ez a jelzés csupán a megfogalmazás eredetét és a szerzői jogokat jelzi, nem szolgál a cikkben szereplő információk forrásmegjelöléseként.

## Külső hivatkozások
- Képek az interneten a fajról
- Internet Bird Collection - videók a fajról